# 520년

## 연호
- 남량(南梁) 보통(普通) 원년
- 북위(北魏) 신귀(神龜) 3년 / 정광(正光) 원년

## 기년
- 남량(南梁) 무제(武帝) 19년
- 북위(北魏) 효명제(孝明帝) 5년
- 신라(新羅) 법흥왕(法興王) 7년
- 고구려(高句麗) 안장왕(安臧王) 2년
- 백제(百濟) 무령왕(武寧王) 20년

## 사건
- 굽타 왕조 분열
- 신라, 율령 반포 건봉사창건